# Widerstand (Börsenchart)
Ein Widerstand ist ein Begriff aus der Chartanalyse und beschreibt eine Zone im Kurschart von Wertpapieren, bei deren Erreichen nach Auffassung der technischen Analysten steigende Kurse oft Kurskorrekturen erfahren. Kurszonen, die Kursrückgänge beenden können, werden als Unterstützungszonen bezeichnet.
Ob man mithilfe von Widerstandszonen – mit einer Wahrscheinlichkeit, die über Zufallserfolge hinausgeht – tatsächlich Kurskorrekturen identifizieren und damit Aussagen über den weiteren Kursverlauf eines Wertpapiers machen kann, ist wissenschaftlich nicht erwiesen und umstritten.
Wenn ein Trend an einer Widerstandszone gebrochen wurde, gilt das als Indiz für eine mögliche Trendumkehr. Umgekehrt kann ein Durchbruch als Trendbestätigung gedeutet werden.
Die Ursache für dieses Verhalten liegt darin begründet, dass beim Erreichen einer Widerstandszone viele Händler ihre Wertpapiere verkaufen (bzw. bei Unterstützungszonen Leerverkäufer sich glattstellen) um Kursgewinne zu realisieren und abwarten, ob die Zone durchbrochen wird oder eine Trendumkehr eintritt. Dieses Verhalten wirkt der Bewegungsrichtung entgegen und kann die Kursrichtung umkehren. Wird so eine Zone aber (nachhaltig) durchbrochen, wird dies als Trendbestätigung gewertet und viele Marktteilnehmer kaufen nach (bzw. stoßen bei Durchbruch durch Unterstützungszonen ihre Wertpapiere ab) und beschleunigen dadurch den Kursanstieg bzw. -rutsch in Trendrichtung. Widerstandszonen können somit als selbsterfüllende Prophezeiung wirken.